# Совесть против насилия
Совесть против насилия (нем. Castellio gegen Calvin oder Ein Gewissen gegen die Gewalt) — полемическое произведение Стефана Цвейга (1936), изображающее борьбу между Себастьяном Кастеллио и Жаном Кальвином. Книга, написанная во время подъёма фашизма и крайне правых движений в Европе, остаётся весьма актуальной, поскольку служит мощной критикой всех форм тоталитаризма и нетерпимости.

## Заголовок
Точное название на немецком языке — «Ein Gewissen gegen die Gewalt», что переводится как «Совесть против насилия», и отражает бунт человека против могущества властей. Название является отсылкой к цитате Мишеля де Монтеня, одного из величайших представителей гуманизма.

## Содержание
В XVI веке, в эпоху протестантской Реформации, Женева находилась под контролем Кальвина, который установил теократический режим, сосуществовавший с государством, подчинённым воле новой Церкви. Жителям Женевы запрещалось носить чётки и распятия, к ним применялись различные строгие правила. Мигель Сервет, мыслитель, который не согласился с авторитетом Кальвина, подвергся нападению и был быстро приговорён к смерти. Его публично сожгли на костре. Другой учёный, Кастеллио, затем решил реабилитировать Сервета, что привело его к долгой и сложной борьбе между кальвинистской строгостью и властью католической инквизиции.